# Рихтер, Густав Карл Людвиг
Густав Карл Людвиг Рихтер (нем. Gustav Karl Ludwig Richter; 3 августа 1823, Берлин —3 апреля 1884, Берлин) — немецкий живописец исторического и бытового жанров, портретист и ориенталист академического направления, рисовальщик и литограф.

## Биография
Будущий художник родился в Берлине, в семье плотника Фридриха Густава Рихтера и Каролины Доротеи Рихтер, урождённой Маус. Учился в Прусской академии искусств в Берлине у Эдуарда Гольбейна. В 1844 году на два года отправился в Париж, где стал учеником Леона Конье в Школе изящных искусств. В 1847 году он приехал в Рим, откуда отправил на родину многочисленные акварели со сценами из римской народной жизни.
Он вернулся в Берлин в 1849 году. Вскоре после возвращения ему было поручено работать помощником исторического живописца Роберта Мюллера (1808—1854) и вместе с Густавом Гейденрайхом создать росписи для Нового музея в технике стереохромии на основе картонов Мюллера. В северном зале Нового музея Рихтер создал три фриза, изображающие: Бальдура, Валькирий и Валгаллу. Вскоре после того, в 1856 году, Рихтер написал картину: «Воскрешение дочери Иаира», в которой показал себя выдающимся колористом. Эта работа была одной из первых попыток реалистически трактовать библейские сюжеты и потому, несмотря на некоторую театральность композиции, картина имела большой успех. В том же 1856 году Рихтер выставил первый портрет, сразу доставивший ему репутацию первоклассного портретиста.
В 1861 году по поручению короля Баварии Максимилиана II Густав Рихтер посетил Египет, чтобы сделать наброски для картины «Строительствo пирамид», которую король заказал для Максимилианеума в Мюнхене. В Константинополе художник написал портрет султана Абдул-Азиза. В 1865 году он принял участие в заседании Ассоциации берлинских художников (Verein Berliner Künstler), а с 1872 по 1874 год жил в Ливадии, летней резиденции царя Александра II в Крыму. Здесь он создал портреты, среди прочего, Николая Александровича Романова (в возрасте около 5 или 6 лет), будущего царя Николая II, Марии Павловны Мекленбургской, невесты Владимира Александровича, и великой княжны Марии Александровны Романовой, невесты герцога Альфреда Эдинбургского. В 1875 году он изобразил принца Ганса Генриха XV фон Хохберг-Плесс в форме оберегермейстера и в 1877 году кайзерa Вильгельмa I в полный рост.
Осознавая ограниченность своего таланта, Рихтер впоследствии писал в основном портреты, в которых он преуспел больше. Его самые зрелые работы сочетают в себе тщательную характеристику с реальными живописными качествами. Прекрасными примерами являются: «Жена банкира» (1876), «Графиня Кароли» (1878) и, лучше всего, известный идеальный портрет королевы Луизы (1879, Кёльн), генерала графа фон Блюменталя (1883, незаконченный, Национальная галерея, Берлин), а также чрезвычайно популярный «Неаполитанский рыбак» (ок. 1873).
Рихтер писал в духе дюссельдорфской школы живописи, но развил необычный для того времени колорит. Его портреты, в том числе семейные, пользовались популярностью. Над большой композицией о строительстве египетских пирамид он работал в общей сложности тринадцать лет, до 1873 года. Фреска была уничтожена в результате бомбардировки в 1944 году. Его женские портреты ценились особенно высоко, а портрет королевы Луизы повторяли в многочисленных копиях. Некоторые картины на восточные темы были воспроизведены в виде гравюр на дереве в двухтомном труде «Египет в картинках и словах» египтолога Георга Эберса.
В конце жизни Рихтер заболел подагрой, которая постепенно настолько повредила его тело, что ему пришлось прикрепить палитру к мольберту, поскольку он больше не мог держать её в левой руке. Но он продолжал заниматься живописью вплоть до самой смерти в 1884 году. Рихтер был похоронен в семейной могиле на старом кладбище Святого Матфея. Его пышное семейное захоронение было украшено надгробным памятником, спроектированным архитекторами Германом Энде и Вильгельмом Бёкманом. Cкульптура была создана скульптором Отто Лессингом, а портретный бюст — Рейнхольдом Бегасом. Надгробный памятник, сильно пострадавший в 1960-х годах, был восстановлен в 2013 году за счёт пожертвований, в том числе от потомков художника.
Вскоре после кончины его художественное наследие, произведения из государственных и частных коллекций были представлены на мемориальной выставке в Берлинской национальной галерее в 1884 году.

## Галерея

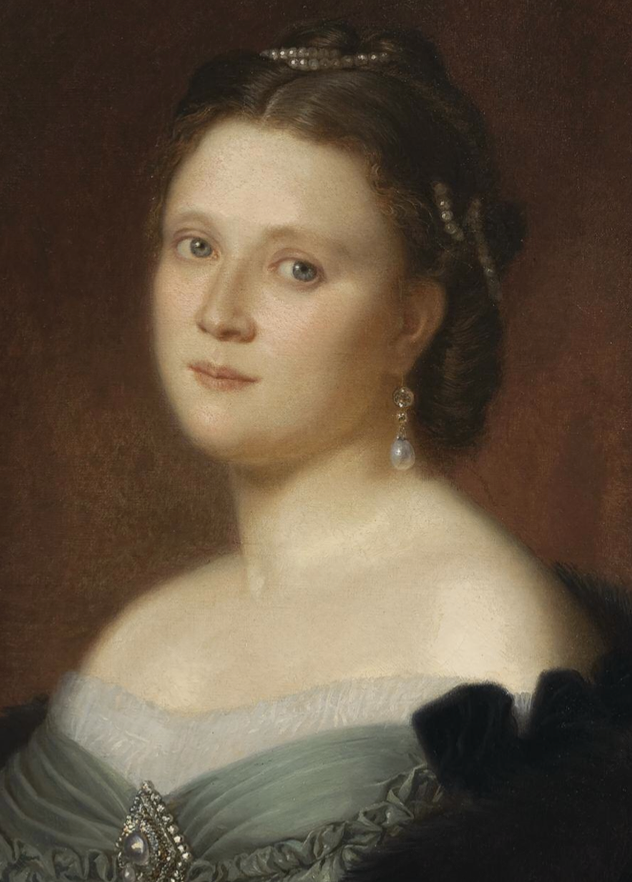
Великая княжна Мария Александровна Романова, герцогиня Эдинбургская. 1872. Холст, масло. Государственный исторический музей, Москва
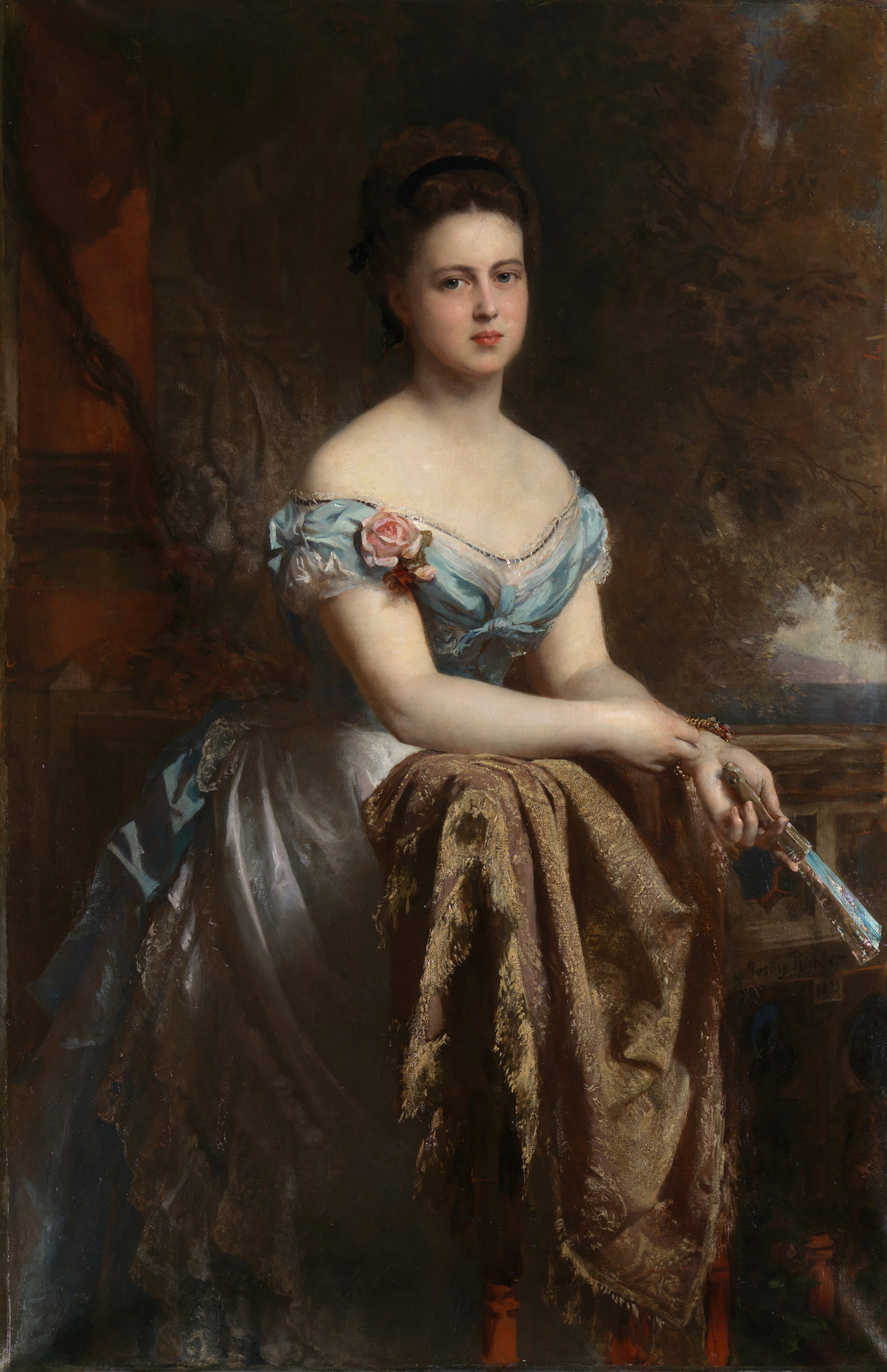
Maрия Александровна, герцогиня Сакс-Кобурга и Готы. 1873. Холст, масло. Королевская коллекция, Великобритания
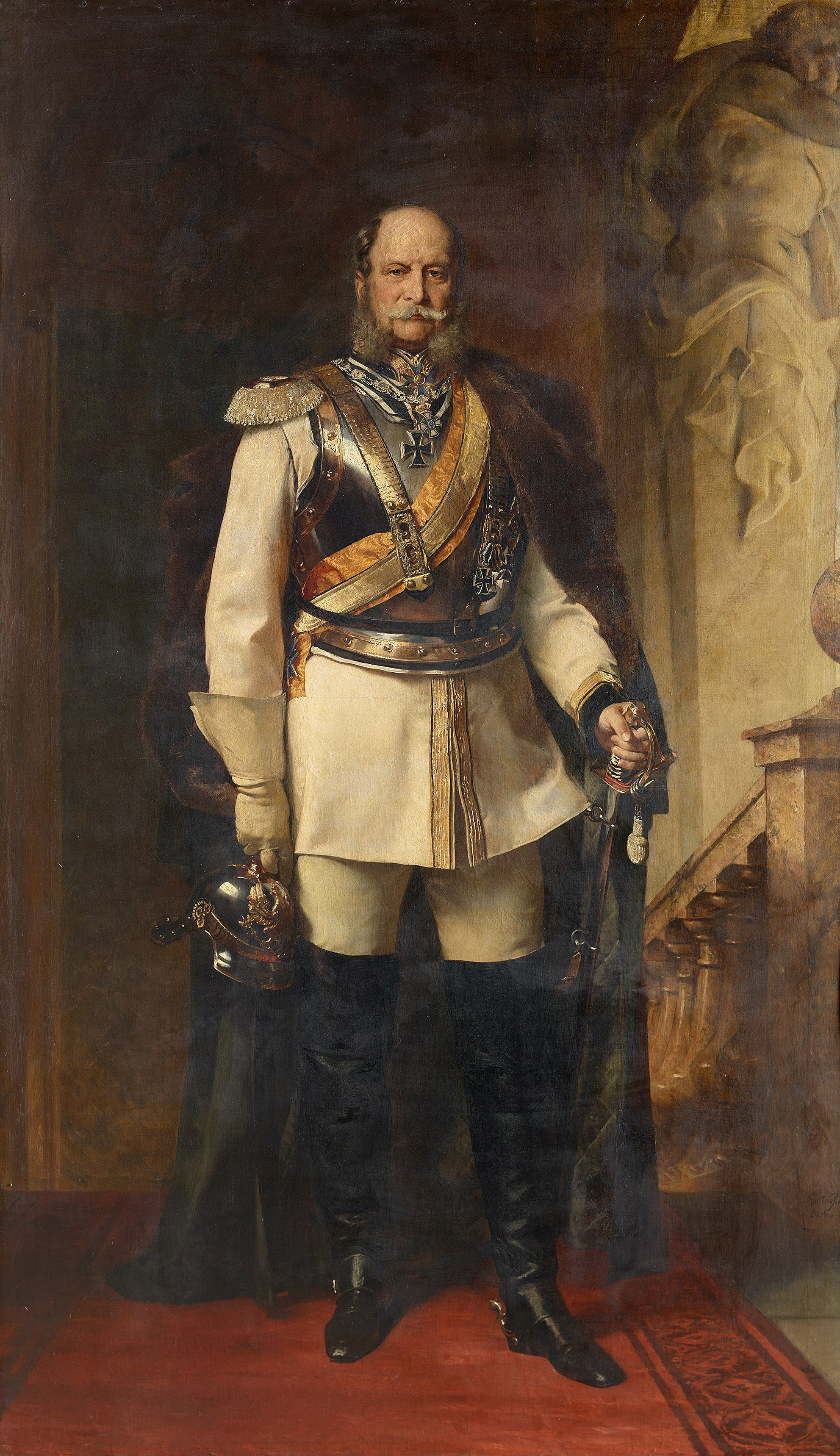
Кайзер Вильгельм I. 1877. Холст, масло. Старая национальная галерея, Берлин
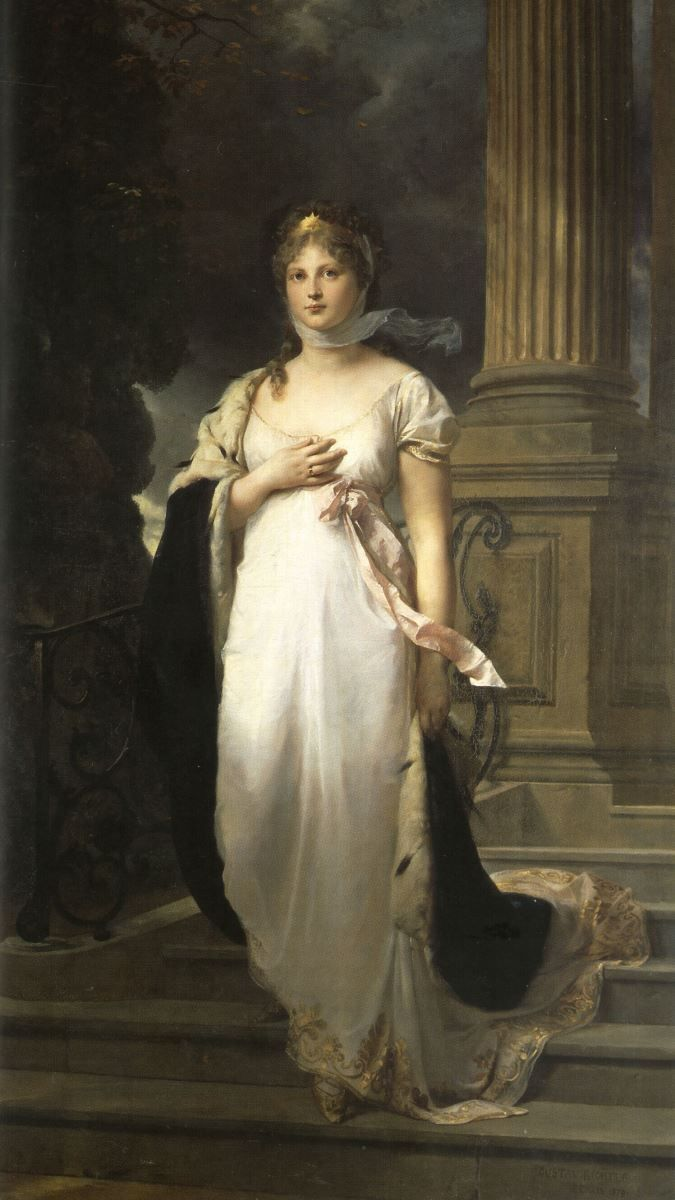
Королева Луиза Прусская. 1879. Холст, масло. Музей Вальрафа-Рихарца, Кёльн
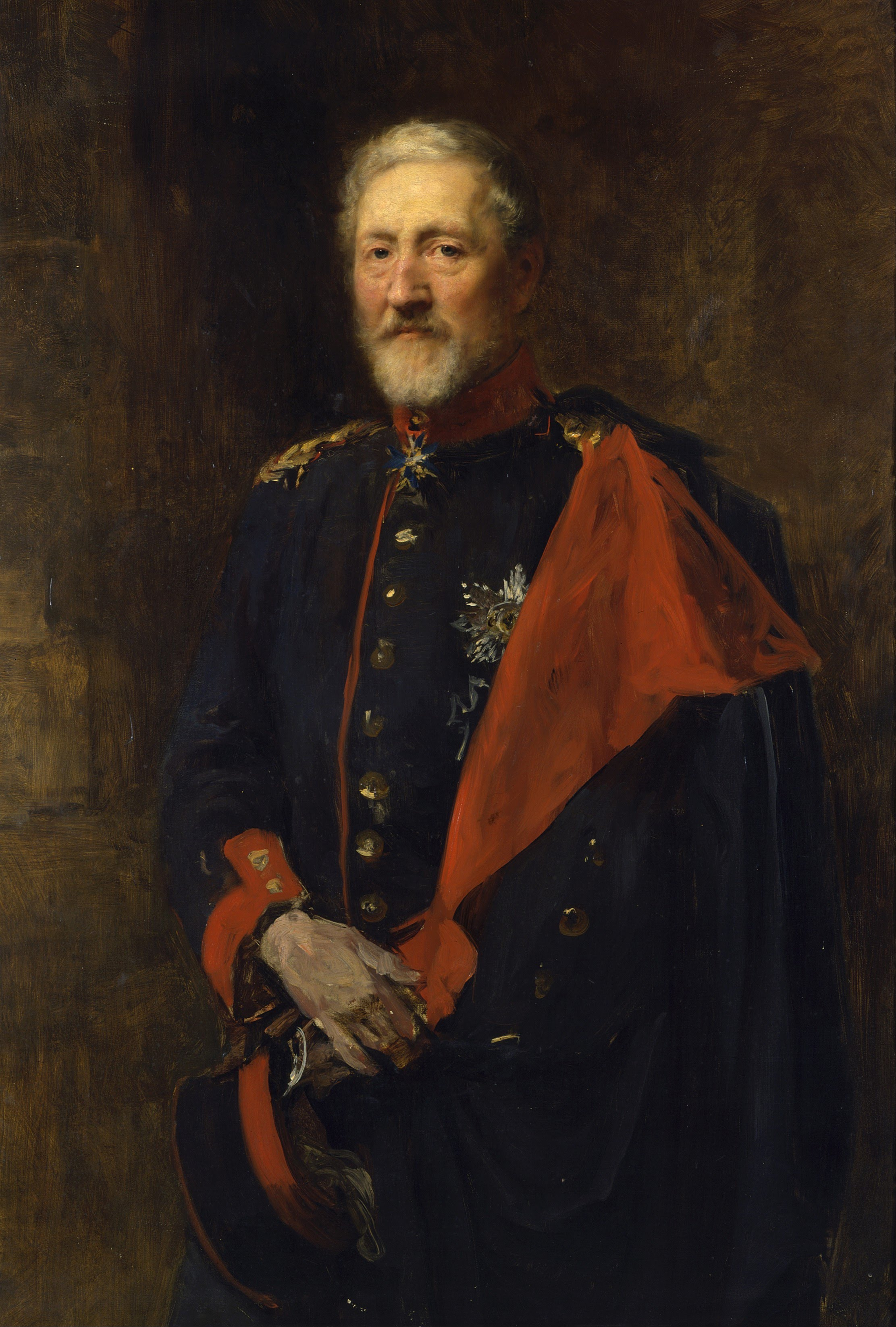
Генерал граф фон Блюменталь. 1883. Холст, масло. Старая национальная галерея, Берлин
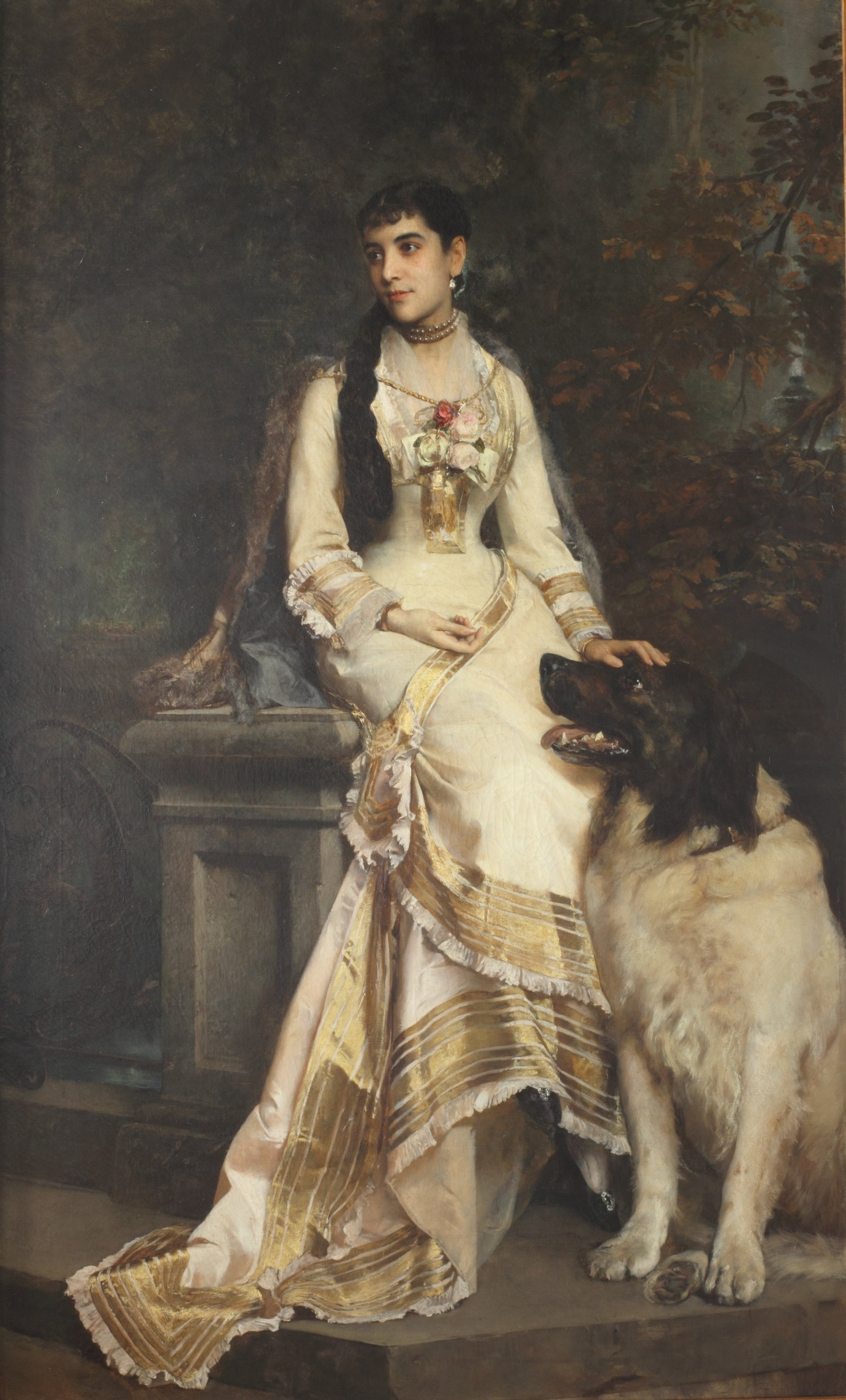
Мадам Харитофф. 1879. Холст, масло. Национальный музей изящных искусств, Рио-де-Жанейро

## Семья
С 1866 года Рихтер был женат на Корнелии (урождённой Мейербер; 1842—1922), дочери композитора Джакомо Мейербера. В семье было несколько детей:
- Густав Рихтер Старший Й. (1869—1943) стал художником и эссеистом.
- Рауль Рихтер (1871—1912), стал философом
- Рейнхольд Рихтер (1874—1946), юрист
- Ганс Рихтер (1876—1955), офицер

Сестра Рихтера Доротея († 1911) была замужем за художником Фридрихом Краусом (1826—1894).